# يو إف سي على فيول تي في: موساوي ضد لطيفي
يو إف سي على فيول تي في: موساوي ضد لطيفي (بالإنجليزية: UFC on Fuel TV: Mousasi vs. Latifi)‏ هو حدث لفنون القتال المختلطة نظمته يو إف سي، أُقيم في 6 أبريل 2013، على أفيتشي أرينا في ستوكهولم، السويد.